# Der Taktstock Richard Wagners
Der Taktstock Richard Wagners ist ein rund einstündiges, deutsches Stummfilmmelodram aus dem Jahre 1918 von Adolf Gärtner mit Hanni Weisse in der Hauptrolle.

## Handlung
Der einst gestohlene Taktstock Richard Wagners lässt eine Ehe zerbrechen, weil Heimlichkeiten und Lügen zu schrecklichen Verwerfungen führen. Eben jenen Taktstock hatte einst die Schauspielerin Eva Molinari dem Juristen Folkersson überlassen, als sie beide geheiratet haben. Nun aber wird dieses kulturhistorische Objekt dieser Ehe zum Verhängnis, denn Eva kommt in den Ruch, selbigen einst gestohlen zu haben. Dieser Verdacht kommt auf, als Folkersson, mittlerweile ein angesehener Richter, eine kleine Gesellschaft anlässlich der Verlobung seines Bruders Uwe gibt. Anwesend dabei sind auch Uwes Braut Inge und der gefeierte Komponist Marstrand. Der erkennt sofort den Taktstock und behauptet glaubhaft, dass dieser ihm einst gehört habe und vor einiger Zeit gestohlen wurde.
Der Diebstahl geschah in einer Pension, in der damals auch Eva Molinari logierte. Bald laufen alle Spuren auf sie hinaus, obwohl Eva, um ihre Ehe zu retten, Marstrand um Stillschweigen in dieser Angelegenheit gebeten hatte. Der Zufall will es, dass ausgerechnet Richter Folkersson die Causa “Taktstock” ganz offiziell in die Hände gelegt bekommt. Der ist zutiefst erschüttert, als er herausfindet, dass eigentlich nur seine jetzige Gattin der Langfinger gewesen sein kann. Für den aufrechten Mann zerbricht eine Welt. Sofort bittet er seinen Vorgesetzten um seine Entlassung. Schließlich stellt sich heraus, dass ausgerechnet sein eigener Bruder Uwe Eva zum Diebstahl angestiftet hat. Folkersson eilt daraufhin zu Eva, um sich mit ihr auszusprechen und zu versöhnen. Doch er kommt zu spät, Eva hat die Schande nicht länger ertragen können und ist ins Wasser gegangen.

## Produktionsnotizen
Der Taktstock Richard Wagners entstand im Mai und Anfang Juni 1918 im Bioscop-Atelier in Neubabelsberg, passierte im letztgenannten Monat desselben Jahres die Filmzensur und wurde mit Jugendverbot belegt. Die deutsche Erstaufführung des Vierakters mit einer Länge von (je nach Quelle) 1214 bzw. 1354 Metern erfolgte kurz darauf (Ende Juli oder Anfang August 1918). In Österreich-Ungarn lief der Streifen im Frühherbst auch unter dem Titel Frau Evas Lüge in den Kinos an.
Robert Reinert übernahm die künstlerische Oberleitung, Robert A. Dietrich und Artur Günther gestalteten die Filmbauten.

## Kritik
Die Neue Kino-Rundschau schrieb: „Dieses erschütternde Drama … führt uns mit großer Deutlichkeit den Konflikt vor Augen, der entsteht, wenn Mann und Frau, die sich fürs Leben gebunden haben, nicht die vollste Wahrheit übereinander erfahren haben.“ Das Blatt verglich Weisses Charakter mit Henrik Ibsens „Nora“ und schloss: „Auch im Film fand dieses Ibsenische Motiv großen Beifall, der durch die Mitwirkung der reizenden Hanni Weisse nur gesteigert wurde. Auch die geschmackvolle Inszenierung, ein Werk Adolf Gärtners, trug einen großen Erfolg davon.“